# 贝盖
贝盖（法語：Béguey，法語發音：[beɡɛj]）是法国吉伦特省朗贡区的一个市镇。

## 地理
贝盖（44°38'34"N, 0°19'24"W）面积3.16 平方千米，位于法国新阿基坦大区吉倫特省，该省份为法国西南部沿海省份，是法國本土面积最大的省，北起滨海夏朗德省，西临大西洋，南至朗德省，东南接洛特-加龍省，东临多爾多涅省。
与贝盖接壤的市镇（或旧市镇、城区）包括：拉罗克、塞龙斯、加龙河畔卡迪亚克、波当萨克、里翁。
贝盖的时区为UTC+01:00、UTC+02:00（夏令时）。

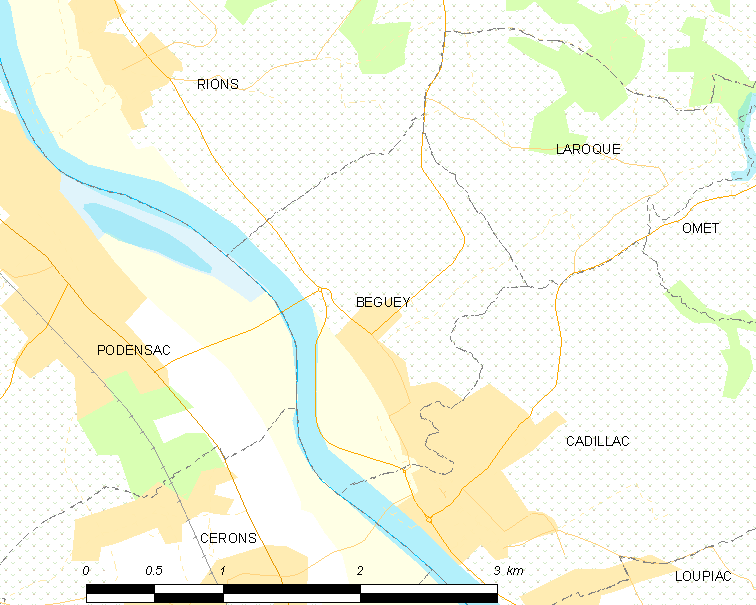
贝盖的OSM定位图

## 行政
贝盖的邮政编码为33410，INSEE市镇编码为33040。

## 政治
贝盖所属的省级选区为海间县。

## 人口

1962-2008年间贝盖人口变化图示

贝盖于2022年1月1日时的人口数量为1257人。